# Avensa
Avensa, Eigenschreibweise AVENSA (Aerovias Venezolanas Sociedad Anonima), war eine venezolanische Fluggesellschaft. Das Unternehmen führt seit 2002 keine internationalen Flüge mehr durch; bis Anfang 2009 bediente Avensa mit einer verbliebenen Embraer EMB 120 eine nationale Linienstrecke zwischen Caracas und Mérida.

## Geschichte

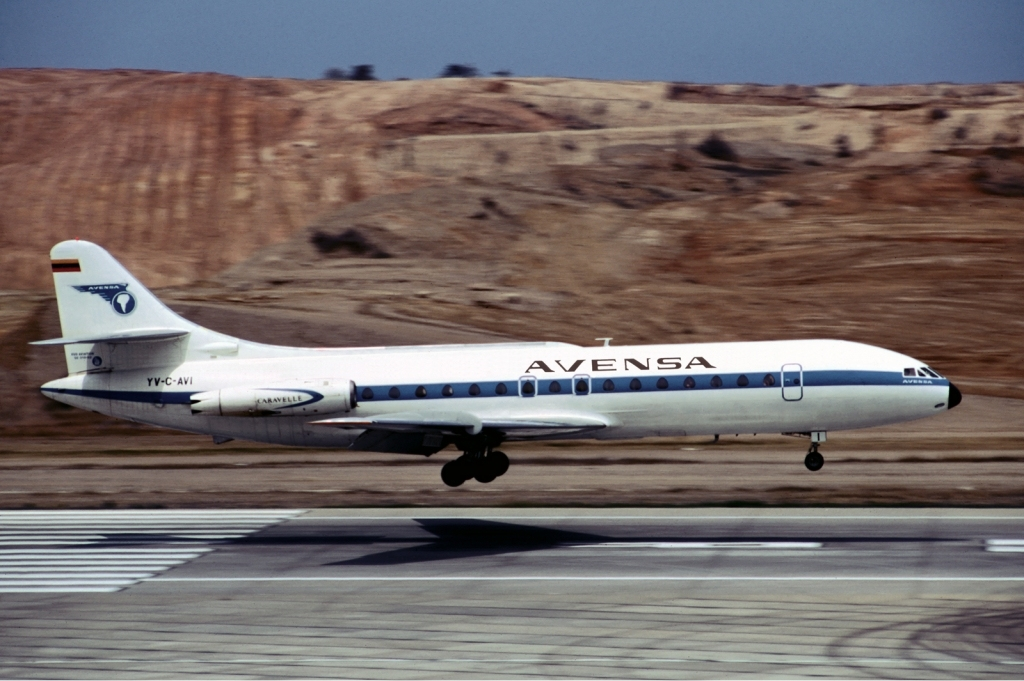
Eine Sud Aviation Caravelle der Avensa im Jahr 1972

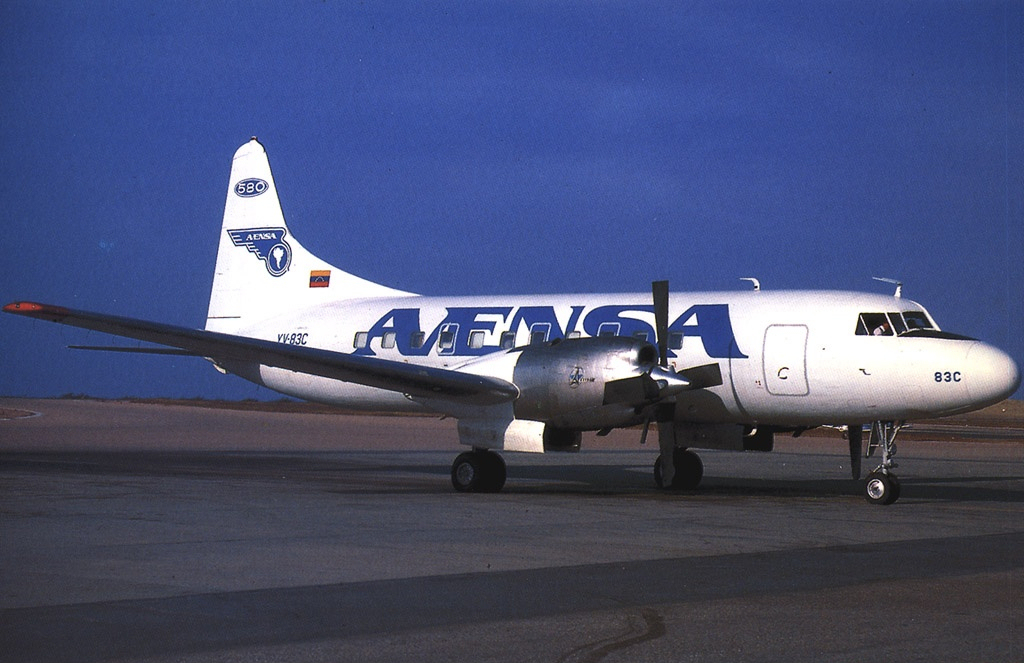
Eine Convair CV-580 der Avensa im Jahr 1988

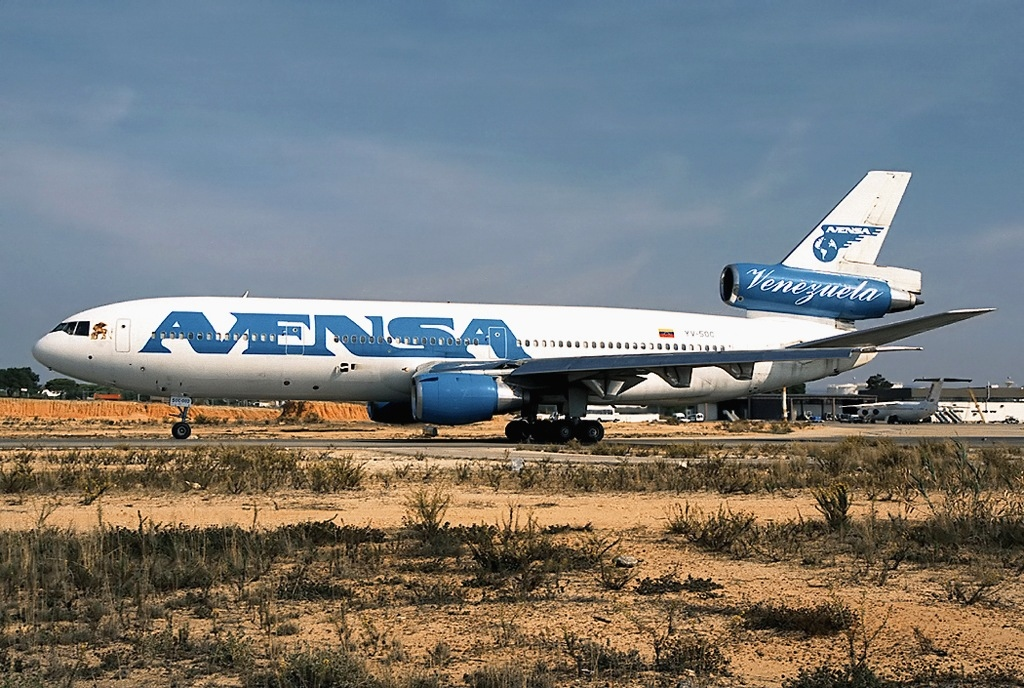
Eine McDonnell Douglas DC-10 der Avensa auf dem Flughafen Faro im Jahr 2001

Avensa wurde 1943 in Zusammenarbeit zwischen Pan American Airways (PAN AM), der Familie Boulton und dem venezolanischen Staat gegründet. Die Beteiligung der PAN AM am Aufbau der Avensa ist heute noch an der Bemalung der Maschinen zu erkennen. Über die Jahrzehnte passte man sich an seinem Vorbild in den USA in der Bemalung an.
Ursprüngliches Ziel der Avensa war es, für die PAN AM als Zubringer aus der venezolanischen Fläche zu operieren. Erst nachdem sich die PAN AM Mitte der 1970er Jahre aus einigen Beteiligungsabenteuern in Lateinamerika zurückzog, so auch aus Avensa, begann eine neue Ära. Einige Strecken ins benachbarte Ausland (Kolumbien, Aruba, Curacao, Mexiko und Panama) wurden aufgenommen, sowie nach Miami und New York.
Mitte der 1980er Jahre wurden weitere Strecken innerhalb des Anden-Paktes aufgenommen (Medellín, Quito, Guayaquil und Lima). Die Strecke Caracas-Panama-Mexiko-Stadt wurde ab Ende der 1980er Jahre in Kooperation mit der Mexicana de Aviación geflogen.
Anfang der 1990er Jahre wurde für kurze Zeit als dritter Partner die Air Panama hinzugezogen. Im Jahre 1989 gründete Avensa eine Tochtergesellschaft unter dem Namen Servivensa (Servicios Avensa) mit dem Hauptziel, die so genannten ‘sozialen Strecken’ (Tucupita, Güiria, San Fernando de Apure, Puerto Ayacucho, Anaco, Guanare, Coro, Acarigua) innerhalb Venezuelas zu bedienen. Das Vorhaben scheiterte nach wenigen Monaten, da die staatliche Förderung auf den verschiedenen Strecken nicht ausreichte, um die hohen Kosten beim Einsatz von Douglas DC-9-32 auf diesen Strecken zu decken. Anfang der 1990er Jahre musste Avensa gegen immer höhere Kosten kämpfen und entschloss sich, einige Strecken auf Servivensa zu verlagern, da diese zu dem Zeitpunkt über eine einfache Kostenstruktur verfügte (vergleichbar mit den heutigen Billigfluggesellschaften). Insbesondere die dezentralen Miami-Strecken (Barquisimeto und Valencia) sowie der so genannte ‘Lechero Andino’ (Andenmilchmann) auf der Strecke Caracas-Bogotá-Quito-Lima wurden über einige Jahre von Servivensa erfolgreicher bedient als von Avensa.
Im Jahre 1997 übernahm Avensa kurzfristig die Streckenrechte der zu diesem Zeitpunkt in Auflösung befindlichen VIASA nach Spanien, Portugal und Italien. Zwei McDonnell Douglas DC-10-30 wurden aus VARIG-Beständen gemietet, um entsprechend Madrid, Teneriffa, Santiago de Compostela, Lissabon, Porto, Rom und Mailand bedienen zu können. Das Europa-Abenteuer führte Avensa jedoch aufs Glatteis. In den folgenden Jahren fand sich Avensa mit großen finanziellen Problemen konfrontiert und wurde gezwungen, einige Strecken einzustellen und andere wiederum an Servivensa abzugeben. Zunächst wurde fast der gesamte Inlandsverkehr übertragen, später alle Karibik, Nord-, Mittel- und Südamerika-Strecken. Hinzu kamen Probleme bei der Beschaffung von Ersatzteilen für die immer weiter alternde Flotte, bestehend aus einem bunten Gemisch an Douglas DC-9-30/50, Boeing 727-100/200 und Boeing 737-200-Varianten. Teile der eigenen Flotte wurden in Caracas verschrottet und als Ersatzteillager herangezogen. Im Jahr 2001 wurden die Europastrecken aufgegeben, die dann später im Jahre 2002 von Santa Barbara Airlines teilweise wieder aufgenommen werden. Am Jahresende 2002 sah sich die Führung von Avensa gezwungen, den Flugbetrieb einzustellen. Zu diesem Zeitpunkt standen im Avensa Flugplan noch zwei Strecken (Caracas-Mérida und Caracas-Canaima). Als einziges aktives Flugzeug wurde eine Embraer EMB 120 eingesetzt. Der Rest der Flotte wurde 2007 verschrottet. Ob Avensa im venezolanischen Markt eine Chance hat, ist ungewiss. In den letzten Jahren haben die verschiedenen venezolanischen Konkurrenten wie Aeropostal, Aserca Airlines, Santa Barbara Airlines, RUTACA, LASER, Avior Airlines sowie die neue staatliche Conviasa sich den Markt aufgeteilt und wenig Platz für die Fluggesellschaft gelassen.

## Zielorte (vor 2002)
Venezuela: Caracas, Valencia (Venezuela), Barquisimeto, Cabimas, Maracaibo, Coro, Las Piedras, Mérida, Valera, Barinas, Acarigua, Guanare, San Antonio del Tachira, Santo Domingo, San Fernando de Apure, Puerto Ayacucho, Anaco, San Tome, Maturin, Barcelona, Porlamar, Ciudad Bolivar, Puerto Ordaz, Canaima, Santa Elena de Uairén, Puerto Cabello, Tucupita, Cumaná, Carupano, Güiria, Kamarata, Icabarú, Kavanayen
International: Bogotá, Medellín, Panama, Mexiko-Stadt, Aruba, Curacao, Bonaire, Miami, New York, Quito, Lima, Guayaquil, Madrid, Santiago de Compostela, Teneriffa, Mailand, Rom, Lissabon, Porto.

## Flotte

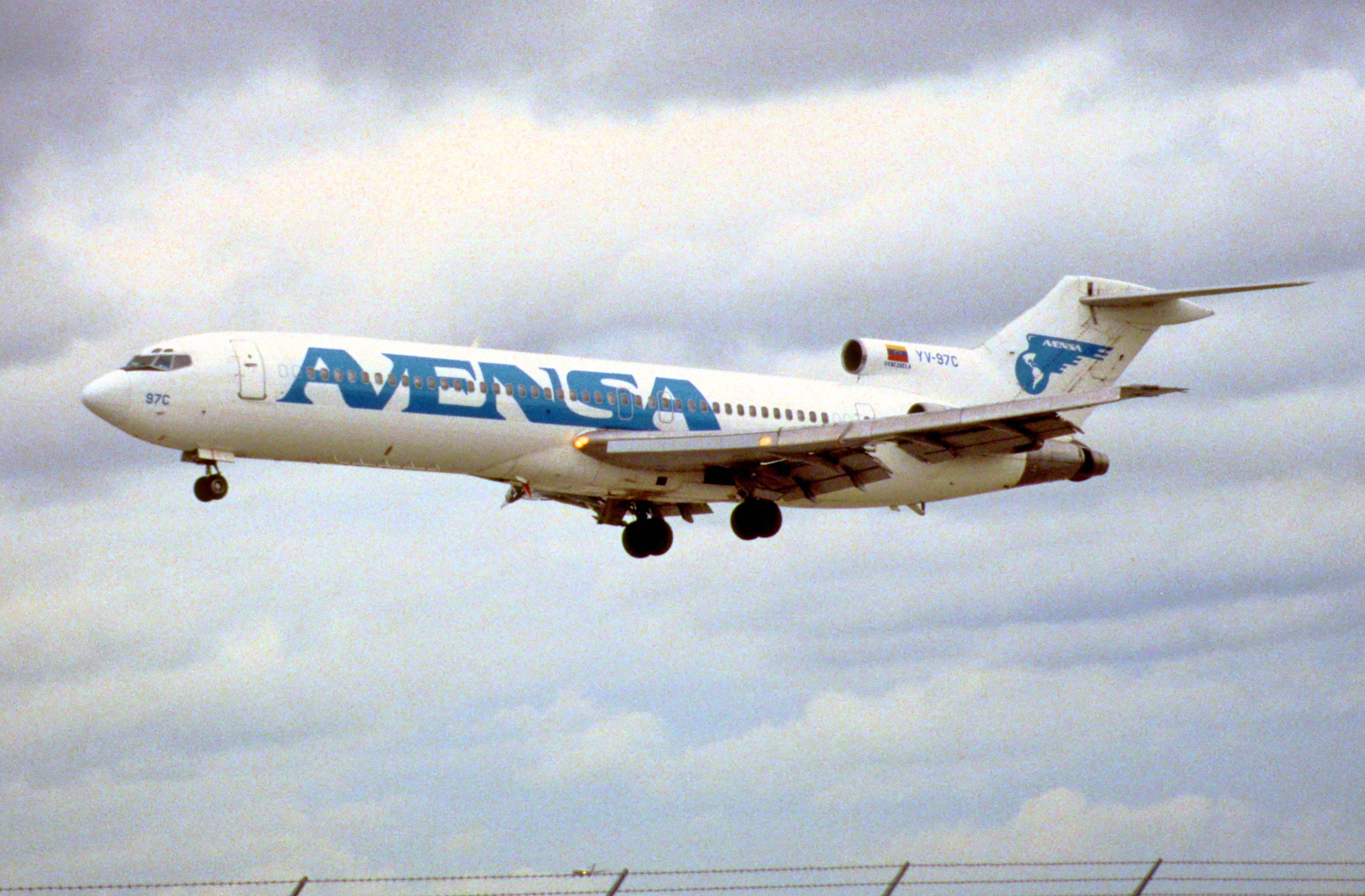
Eine Boeing 727-200 der Avensa auf dem Flughafen Miami im Jahr 1998

Avensa betrieb u. a. folgende Flugzeugtypen:
- Beechcraft King Air 90
- Boeing 727-100/-200
- Boeing 737-200/-300
- Boeing 757-200
- Convair CV-340
- Convair CV-440
- Convair CV-580
- Curtiss C-46 Commando
- Douglas DC-2
- Douglas DC-3
- Douglas DC-4
- Douglas DC-6
- Douglas DC-9-10/30/50
- Embraer EMB 120 Brasilia
- Fairchild F-27
- McDonnell Douglas DC-10-30
- Sud Aviation Caravelle

## Zwischenfälle
Von 1948 bis zur Betriebseinstellung 2009 kam es bei Avensa zu 13 Totalverlusten von Flugzeugen. Bei 11 davon wurden 329 Menschen getötet. Beispiele:
- Am 15. Dezember 1950 wurde eine Douglas DC-3/C-47-DL der Avensa (Luftfahrzeugkennzeichen YV-C-AVU) bei schlechtem Wetter in einer Höhe von 2800 Metern bei Páramo Las Siete Lagunas (Venezuela) gegen einen Berg geflogen. Bei diesem CFIT (Controlled flight into terrain) wurden alle 31 Insassen getötet, drei Besatzungsmitglieder und 28 Passagiere, darunter 27 Schüler.[3]

- Am 14. September 1955 verschwand eine Curtiss C-46 der AVENSA (YV-C-EVL) auf einem Flug vom Flughafen Caracas (Venezuela) nach Guatemala über dem Golf von Venezuela. Alle 4 Besatzungsmitglieder, die einzigen Insassen auf dem Frachtflug, kamen ums Leben.[4]

- Am 16. März 1969 stürzte eine erst wenige Wochen alte DC-9-32 (betrieben für VIASA, Kennzeichen YV-C-AVD, Werknummer 47243) unmittelbar nach dem Start vom Flughafen Maracaibo in einen Häuserblock. Alle 84 Menschen an Bord sowie 71 am Boden starben. Dies war zu jener Zeit der schwerste Flugunfall in Venezuela (siehe auch VIASA-Flug 742).[5]

- Am 6. April 1972 stürzte eine Curtiss C-46F-1-CU Commando der AVENSA (YV-C-EVF) kurz nach dem Start vom Flughafen San Fernando De Apure-Las Flecheras (Venezuela) ab. Beide Piloten, die einzigen Insassen auf dem Frachtflug, kamen ums Leben.[6]

- Am 28. Mai 1985 streifte das Heck einer Convair CV-580 der Avensa (YV-84C) zwei Kilometer vom Startflughafen Cabimas-Oro Negro (Venezuela) einen Hügel. Die schwer angeschlagene Maschine schlug dann 1500 Meter weiter in einem Wald auf. Bei diesem CFIT (Controlled flight into terrain) wurden zwei der fünf Besatzungsmitglieder getötet, die anderen 11 Insassen überlebten den Unfall (siehe auch AVENSA-Flug 034).[7]